# Jeglia
Jeglia (deutsch Jeglia, 1939 bis 1942 Jeglin, 1942 bis 1945 Tanneberg) ist ein Dorf in der polnischen Woiwodschaft Ermland-Masuren. Es gehört zur Gmina Rybno (Landgemeinde Rybno, 1942 bis 1945 Rübenau) im Powiat Działdowski.

## Geographische Lage
Jeglia liegt im Südwesten der Woiwodschaft Ermland-Masuren, 17 Kilometer östlich der ehemaligen Kreishauptstadt Neumark (polnisch Nowe Miasto Lubawskie) des westpreußischen Kreises Löbau (polnisch Lubawa) bzw. 25 Kilometer nordwestlich der jetzigen Kreisstadt Działdowo (deutsch Soldau i. Ostpr.).

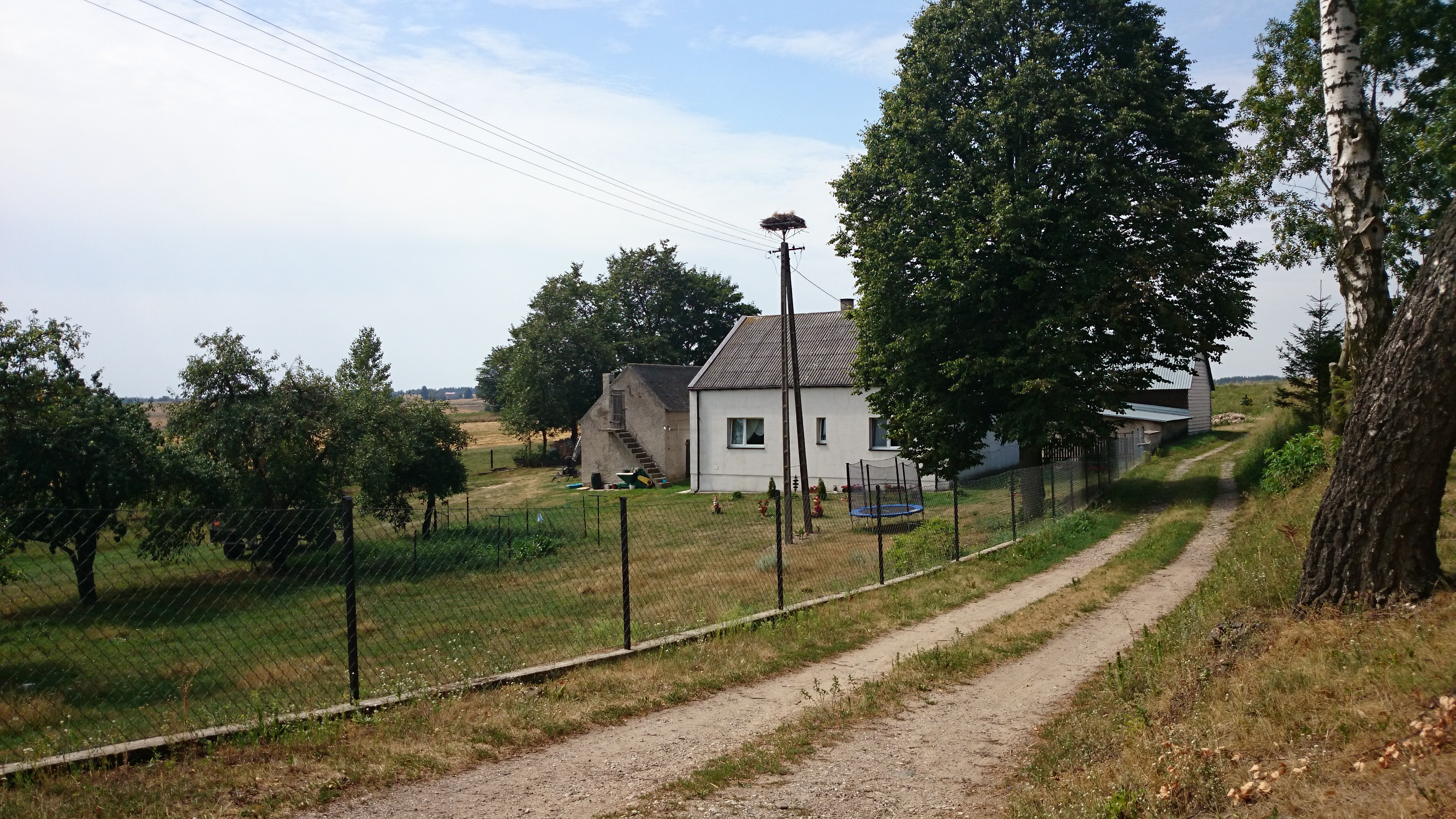
Landweg mit Storchennest in Jeglia

## Geschichte
Das Dorf Jeglia wurde als Landgemeinde Jeglia 1874 in den neu errichteten Amtsbezirk Rybno (deutsch ebenfalls Rybno) im Kreis Löbau (Westpreußen) aufgenommen. Im Jahre 1910 zählte Jeglia 443 Einwohner.
Am 10. Januar 1920 wurde Jeglia mit der gesamten Region gemäß Versailler Vertrag von 1919 an Polen abgetreten. Das Dorf wurde in die neu gebildete polnische Landgemeinde Rybno eingegliedert, die dann am 26. Oktober 1939 zum Deutschen Reich kam. Jeglia wurde am gleichen Tag in Jeglin umbenannt, erhielt am 25. Juni 1942 – als auch der Kreis Löbau (Westpreußen) in „Kreis Neumark (Westpreußen)“ umbenannt wurde – den neuen Namen Tanneberg. Bis 1945 gehörte das Dorf zum (wieder) errichteten „Amtsbezirk Rübenau Kr. Neumark (Westpr.)“.
Schon 1945 wieder kam das nunmehr Tanneberg genannte Dorf in Kriegsfolge zu Polen, dieses Mal mit dem gesamten südlichen Ostpreußen. Es erhielt die Bezeichnung „Jeglia“ zurück und ist heute mit seinen Ortsteilen Biele, Gapowo (b. Jeglia), Pod Lasem und Za Torem eine Ortschaft innerhalb der Gmina Rybno (Landgemeinde Rybno, 1942 bis 1945 Rübenau) im Powiat Działdowski (Kreis Soldau), bis 1998 der Woiwodschaft Ciechanów, seither der Woiwodschaft Ermland-Masuren zugehörig. 2011 zählte Jeglia 311 Einwohner.

## Kirche
Bis 1945 war Jeglia (Jeglin/Tanneberg) in die evangelische Kirche Löbau (Westpreußen) (polnisch Lubawa) in der Kirchenprovinz Westpreußen der Kirche der Altpreußischen Union bzw. – nach 1920 – in die Diözese Działdowo (Soldau i. Ostpr.) der Unierten Evangelischen Kirche in Polen, außerdem in die römisch-katholische Kirche Rumian (Rumian, 1942 bis 1945 Ramnitz) eingepfarrt.
Heute gehört Jeglia katholischerseits wieder zu Rumian, das jetzt dem Dekanat Rybno (Rybno, 1942 bis 1945 Rübenau) in der Region Brodnica (Strasburg) im Bistum Toruń (Thorn) zugeordnet ist. Evangelischerseits ist Jeglia in die Pfarrei der Erlöserkirche Działdowo eingegliedert, zu der als Filialkirche die – Jeglia näher gelegene – Jesuskirche Lidzbark (Lautenburg) gehört. Die Pfarrei gehört zur Diözese Masuren der Evangelisch-Augsburgischen Kirche in Polen.

## Verkehr
Jeglia ist über einen Landweg von Gronowo (Gronowo, 1942 bis 1945 Grönau) aus zu erreichen. Seit 1986 ist das Dorf eine Bahnstation an der bedeutenden Bahnstrecke Danzig–Warschau.